# 山元恵一
山元 恵一（やまもと けいいち、1913年（大正2年）5月13日 - 1977年（昭和52年）11月）は、沖縄県出身の洋画家。

## 生涯
那覇市西村生まれ。父親は警察官。沖縄県立第二中学校（現・沖縄県立那覇高等学校）に進学、「樹緑会」に属し美術教師の比嘉景常から指導を受ける。卒業後、反対を押し切り上京し、東京美術学校を受験するが失敗、川端画学校に入り木炭によるデッサンを習得した。
1933年（昭和8年）、東京美術学校油画科に入学し、シュルレアリスムのグループ〈貌〉に加わる。1938年（昭和13年）、東京美術学校油画科を卒業。1941年（昭和16年）、比嘉景常の後任の美術教師として県立第二中学校に赴任する。1944年（昭和19年）、第二次防衛隊に徴用され沖縄戦に参加し、翌年終戦を迎える。
戦後、琉球列島米国軍政府の統治下で組織された沖縄諮詢会文化部の芸術技官となる。1948年、首里儀保のニシムイ美術村に住居とアトリエを構える。1949年、『沖縄ヘラルド』紙記者となり、同年、第1回沖縄美術展（沖展）審査員を務める。1951年、『貴方を愛する時と憎む時』が第3回沖展で首位を獲得、戦後沖縄美術におけるシュルレアリスムのさきがけとなる。以後、アブストラクトなどの前衛的芸術を志向する。1952年、琉球大学美術工芸科助教授に就任。1954年、「モダンアート展」（東京都美術館）に入選する。
大城立裕の新聞小説『琉球処分』（『琉球新報』連載）に挿絵を掲載した。
1977年（昭和52年）、64歳で死去。晩年は、牛骨をモチーフにしたシュルレアリスムに回帰した。